# Armando Infantino
Armando Infantino es un deportista australiano que compitió en judo. Ganó una medalla de plata en el Campeonato de Oceanía de Judo de 1965, en la categoría de peso ligero.

## Palmarés internacional
| Campeonato de Oceanía | Campeonato de Oceanía    | Campeonato de Oceanía | Campeonato de Oceanía |
| Año                   | Lugar                    | Medalla               | Categoría             |
| --------------------- | ------------------------ | --------------------- | --------------------- |
| 1965                  | Auckland (Nueva Zelanda) | Medalla de plata      | Peso ligero           |